# Háje (district de Příbram)
Pour les articles homonymes, voir Háje.
Háje (en allemand : Haje) est une commune du district de Příbram, dans la région de Bohême-Centrale, en République tchèque. Sa population s'élevait à 490 habitants en 2020.

## Géographie
Háje se trouve à 3,3 km au sud-est de Příbram et à 53 km au sud-sud-ouest de Prague.
La commune est limitée par Dubno au nord, par Bytíz, un quartier exclavé de Příbram au nord-est, par Višňová à l'est, par Milín à l'est et au sud, et par Příbram à l'ouest.

## Histoire
La première mention écrite de la localité date de 1603.

## Transports
Par la route, Háje se trouve à 4 km de Příbram et à 60 km de Prague.